# Bubble Bobble Revolution
Bubble Bobble Revolution es un videojuego de plataformas en 2D para Nintendo DS. Desarrollado por la compañía llamada Dreams, fue lanzado en Japón por Taito Corporation el 24 de noviembre de 2005 (bajo el nombre de Bubble Bobble DS), en Europa por Rising Star Games y Atari el 2 de diciembre de 2005, y en América del Norte por Codemasters el 3 de octubre de 2006.
- Datos: Q4982195